# Pasiones tormentosas
Pasiones tormentosas es una película musical mexicana de 1946, producida, escrita y dirigida por Juan Orol y protagonizada por María Antonieta Pons y Yadira Jiménez.

## Argumento
Las medias-hermanas Fabiola (María Antonieta Pons) y Sandra (Yadira Jiménez) han rivalizados durante toda su vida. Mientras que Fabiola es inocente y noble, Sandra es perversa y no cree en las actitudes de su media-hermana, considerándola una hipócrita y una seductora. La rivalidad estre ambas se acrecienta cuando ambas ponen sus ojos en un hombre, José (Crox Alvarado).

## Reparto
- María Antonieta Pons ... Fabiola
- Crox Alvarado ... José
- Yadira Jiménez ... Sandra
- Jorge Mondragón ... Sacerdote
- Kiko Mendive ... Canillitas

## Comentarios
En Pasiones tormentosas, puede descubrirse el potencial melodramático de María Antonieta Pons. Aunque la dirección de Juan Orol tuviera muchos tropiezos, ella podía lucirse en pantalla. A eso contribuía el manejo de los diálogos en la confrontación del personaje de la Pons, con el de Yadira Jiménez, belleza costarricense importada por Juan Orol al cine mexicano (y su próxima y efímera musa en la cinta El amor de mi bohío, 1946). Como María Antonieta ya había filmado contrato con España Sono Films (la productora de Orol) y otros inversionistas hispanos, no tenía otra alternativa que dar la cara a su rival en la ficción y quizá también en la vida real. Orol y María Antonieta todavía filmarían juntos otra película, y nada menos que en La Habana: Embrujo antillano.